# Edith Buemann
Edith Buemann (16 de mayo de 1879 - 2 de enero de 1968) fue una actriz cinematográfica de nacionalidad danesa, activa en la época del cine mudo.

## Biografía
Nacida en Copenhague, Dinamarca, su nombre completo era Edith Josephine Buemann. Casada con el actor Valdemar Psilander, falleció en Gentofte, Copenhague. Fue enterrada en el  Cementerio de Taarbæk.

## Filmografía
- 1918 : Avisdrengen
- 1917 : Fjeldpigen
- 1916 : Mørkets Fyrste
- 1915 : Den farlige Haand
- 1915 : Nattens Gaade
- 1915 : Skildpadden
- 1915 : Badehotellet
- 1914 : Forbandelsen
- 1914 : Elskovsbarnet
- 1914 : Den røde Klub
- 1914 : Borgkælderens Mysterium
- 1913 : Pierrots Kærlighed
- 1913 : Dr. Nicholson og den blaa Diamant
- 1913 : Mørkets Gerninger
- 1913 : Miraklet
- 1913 : Bristede Strenge
- 1913 : En Kvindes Ære
- 1913 : Skæbnens Veje
- 1913 : Den store Cirkusbrand
- 1913 : Dødsklippen
- 1913 : En Straamand
- 1913 : Den Rette
- 1912 : Trofast Kærlighed
- 1912 : Den sidste Hurdle
- 1912 : Storstadsvildt
- 1912 : Naar Hjertet staar i Brand
- 1912 : Skovsøens Datter
- 1912 : Tropisk Kærlighed
- 1912 : Kvindehjerter
- 1911 : Nonnen fra Asminderød
- 1911 : Gennem Kamp til Sejr
- 1911 : De fire Djævle